# Moritz Kretschy
Moritz Kretschy, né le 12 mai 2002 à Gelenau/Erzgeb. (Saxe), est un coureur cycliste allemand. Il est membre de l'équipe Israel Premier Tech Academy.

## Biographie
Moritz Kretschy est né à Gelenau, dans le Land de Saxe. Il est actif dans les compétitions cyclistes depuis 2010. Sa première licence est prise en 2010 au RSV 54 Venusberg, un club de vélo basé à Drebach. Durant sa jeunesse, il participe à des épreuves sur route et sur piste. Il s'est aussi classé troisième de la Coupe d'Allemagne de cyclo-cross en décembre 2017, chez les moins de 17 ans.
Lors de la saison 2019, il fait partie de la délégation allemande qui devient championne du monde de poursuite par équipes juniors. En finale, il établit avec ses coéquipiers un nouveau record du monde. Quelque temps plus tôt, il s'était adjugé la médaille de bronze dans cette discipline aux championnats d'Europe juniors. Kretschy confirme ensuite ses aptitudes en devenant champion d'Europe de la course aux points juniors en 2020. Sur route, il finit quatrième de la Visegrad 4 Juniors, une épreuve hongroise de la Coupe des Nations Juniors. Il remporte également le titre de champion d'Allemagne junior de la montagne, à l'issue d'une course de côte.
Pour son entrée chez les espoirs, il rejoint l'équipe continentale Rad-net Oßwald en 2021. Après des débuts discrets, il monte sur le podium du Grand Prix Velo Alanya en 2022. Il s'agit de son premier résultat notable acquis dans une course inscrite au calendrier de l'UCI Europe Tour. Au niveau collectif, il devient champion d'Allemagne du contre-la-montre par équipes, en compagnie de plusieurs coéquipiers.
Lors de l'été 2023, il devient double champion d'Allemagne espoir, dans la course en ligne et le contre-la-montre. La même année, il termine huitième du Tour Alsace, et surtout sixième du championnat du monde sur route espoirs. Il obtient aussi divers accessits sur l'Istrian Spring Trophy et à la Carpathian Couriers Race. Grâce à ses performances, il intègre la réserve de la formation Israel-Premier Tech en 2024. Régulièrement promu dans l'équipe première, il conclut notamment le Tour du Rwanda à la huitième place du classement général. À l'automne, il est sacré champion d'Allemagne de la montagne dans la catégorie des espoirs.
En février 2025, il se classe deuxième du Tour de Taïwan.

## Palmarès sur route

### Par année
- 2020
  -  Champion d'Allemagne de la montagne juniors
- 2022
  -  Champion d'Allemagne du contre-la-montre par équipes
  - 3e du Grand Prix Velo Alanya
- 2023
  -  Champion d'Allemagne sur route espoirs
  -  Champion d'Allemagne du contre-la-montre espoirs
  - 6e du championnat du monde sur route espoirs
- 2024
  -  Champion d'Allemagne de la montagne espoirs
- 2025
  - 2e et 4e étapes de l'Alpes Isère Tour
  - 2e du Tour de Taïwan

### Classements mondiaux
| Année                                 | 2022  | 2023 | 2024  |
| ------------------------------------- | ----- | ---- | ----- |
| Classement mondial                    | 1307e | 943e | 1442e |
| UCI Europe Tour                       | 907e  | 380e | nc    |
|                                       |       |      |       |
| Légende : nc = non classéSource : UCI |       |      |       |

## Palmarès sur piste

### Championnats du monde
| Édition / Épreuve                   | Poursuite par équipes |
| Francfort-sur-l'Oder 2019 (juniors) | Or                    |

### Championnats d'Europe
| Édition / Épreuve                 | Poursuite par équipes | Course aux points |
| Gand 2019 (juniors)               | Bronze                |                   |
| Fiorenzuola d'Arda 2020 (juniors) | Argent                | Or                |

### Championnats nationaux
- 2019
  - 2e du championnat d'Allemagne de l'omnium juniors
  - 3e du championnat d'Allemagne de vitesse par équipes juniors